# Теорія когнітивного розвитку Жана Піаже

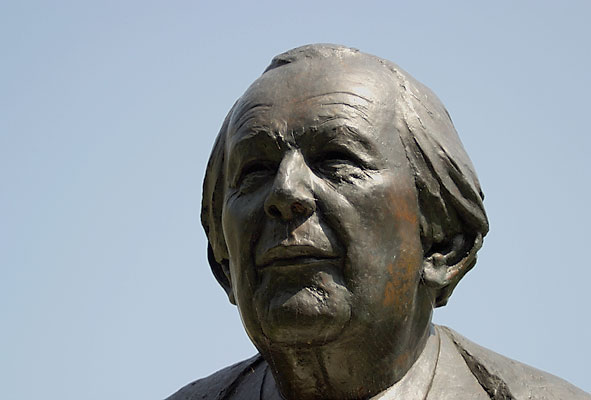
Пам'ятник Жану Піаже

Теорія когнітивного розвитку Піаже (англ. Piaget's theory of cognitive development) — це психологічний погляд на навчання, який зосереджується на розумових процесах, залучених у навчання, таких як увага, сприйняття, пам'ять і вирішення проблем. Ця теорія передбачає, що навчання передбачає кодування, зберігання та пошук інформації, і що учні активно створюють власні знання та розуміння світу.
Теорія когнітивного розвитку підкреслює важливість ефективних стратегій навчання, таких як опрацювання, повторення (репетиція) та організація, для покращення навчання та пам'яті. Теорія когнітивного навчання розглядає розум як систему обробки, яка приймає, зберігає та отримує інформацію, і припускає, що люди мають психічні структури, такі як схеми та ментальні моделі, які використовуються для організації та осмислення інформації.
Теорія когнітивного навчання дає розуміння психічних процесів, пов'язаних із навчанням, і може сприяти розробці ефективної навчальної діяльності, яка узгоджується з когнітивними процесами учнів. Вона широко застосовувався в освітніх і навчальних закладах, а також в інших галузях, таких як когнітивна психологія та нейронаука.
Теорію когнітивного розвитку розробив швейцарський філософ та психолог Жан Піаже. Його епістемологічна теорія дала багато основних понять в галузі психології розвитку та досліджує зростання розумових здібностей, яке, за Піаже, означає здатність точніше відображати навколишній світ і виконувати логічні операції над образами концепцій, що виникають у взаємодії з навколишнім світом.
Теорія розглядає появу та побудову схем — схем того як сприймається світ — у «стадії розвитку», тобто в той час, коли діти отримують нові способи подання інформації в мозку. Теорія вважається «конструктивістською», в тому сенсі, що, на відміну від нативістських теорій (які описують когнітивний розвиток як розвій вроджених знань та здібностей) або емпіричних теорій (які описують когнітивний розвиток як поступове набуття знання через досвід), вона стверджує, що ми самостійно конструюємо наші когнітивні здібності за допомогою власних дій в навколишньому середовищі.

## Історія
Вивчення когнітивного розвитку дітей і підлітків було центральною темою психології протягом багатьох десятиліть. Одне ім'я, яке помітно виділяється в цій галузі, це ім'я Жана Піаже (1896—1980), швейцарського психолога, чия робота залишила незгладимий слід у психології розвитку. Теорія когнітивного розвитку Піаже виникла в середині XX століття як новаторська та впливова основа для розуміння того, як діти та підлітки формують свої знання та прогресують у своїх здібностях мислення та міркування.
Щоб оцінити значення теорії Піаже, важливо зрозуміти історичний контекст, у якому її було розроблено. Піаже почав свою роботу в той час, коли біхевіоризм домінував у галузі психології. Біхевіоризм, з його акцентом на спостережуваній поведінці та впливі навколишнього середовища, забезпечив значний фон, на якому виникли ідеї Піаже. Підхід Піаже вирізнявся тим, що він переніс фокус на внутрішні процеси та психічні структури, які лежать в основі когнітивного розвитку. Він відстоював ідею, що діти є активними учнями, які активно формують свої знання через взаємодію з навколишнім середовищем, заклавши таким чином основу для конструктивістського руху в психології, навчанні та філософії освіти.

## Основні поняття
Теорія когнітивного розвитку Піаже — це психологічний погляд, який пояснює, як люди отримують, обробляють і використовують знання. Основні поняття теорії когнітивного навчання включають:
- Когнітивні процеси — теорія когнітивного навчання зосереджується на психічних процесах, залучених у навчання, таких як увага, сприйняття, пам'ять і вирішення проблем.

- Ментальні структури. Теорія когнітивного навчання припускає, що люди мають психічні структури, такі як когнітивні схеми та ментальні моделі, які використовуються для організації та осмислення інформації.
  - Когнітивна схема (або ментальна схема) є ментальною структурою, яку люди використовують для організації та інтерпретації інформації.[4][5] Когнітивні схеми є способом представлення знань у пам'яті та можуть включати поняття, категорії та зв'язки між ними. Когнітивні схеми допомагають людям зрозуміти нову інформацію, забезпечуючи розумову основу для її організації та інтерпретації. Коли люди стикаються з новою інформацією, яка вписується в існуючу когнітивну схему, вони можуть легко її обробити та зрозуміти. Коли вони стикаються з інформацією, яка не вписується в існуючу когнітивну схему, їм може знадобитися створити нову або змінити існуючу. Наприклад, у дитини може бути когнітивна схема для «тварин», яка включає чотириногих істот з хутром або пір'ям. Якщо дитина зустрічає змію, яка не вписується в цю схему, їй, можливо, доведеться створити нову схему або змінити існуючу, щоб включити тварин без ніг. Когнітивні схеми є важливим компонентом теорії когнітивного навчання, оскільки вони забезпечують спосіб розуміння того, як люди отримують і використовують знання. Розуміючи, як працюють когнітивні схеми, педагоги та інструктори можуть розробляти навчальні дії, які узгоджуються з когнітивними процесами учнів, полегшуючи для них набуття та застосування нових знань і навичок.
  - Ментальна модель — це ментальна репрезентація або структура, яку люди використовують для розуміння та осмислення навколишнього світу. Ментальна модель — це специфічна послідовність кроків, які потрібно виконати, щоб досягти певного завдання чи опанувати певну інформацію чи навичку. Наприклад, щоб опанувати нову комп'ютерну програму, спочатку читається інструкція, потім практикується використання базових функцій, а потім вдосконалюється володіння додатковими функціями. Ментальні моделі базуються на особистому досвіді, переконаннях і припущеннях і використовуються для організації та інтерпретації нової інформації. Ментальні моделі можуть бути простими або складними і, як правило, розробляються шляхом навчання та досвіду. Їх можна застосовувати в різних контекстах, таких як вирішення проблем, прийняття рішень і спілкування. Ментальні моделі можна формувати та змінювати шляхом навчання та досвіду, і на них можуть впливати такі фактори, як культура, мова та соціальний контекст. Розуміючи індивідуальні ментальні моделі, викладачі та інструктори можуть розробляти навчальні дії, які узгоджуються з наявними знаннями учнів і допомагають їм будувати точніші та ефективніші ментальні моделі.
- Обробка інформації — теорія когнітивного навчання розглядає розум як систему обробки, яка приймає, зберігає та отримує інформацію. Навчання передбачає кодування, зберігання та пошук інформації.
  - Асиміляція (засвоєння): процес включення нової інформації в існуючі схеми;
  - Акомодація (адаптація, пристосування): процес пристосування до нової інформації шляхом зміни існуючих схем (див. нижче) або створення нових;
  - Врівноваження: процес досягнення балансу або рівноваги між існуючими схемами та новою інформацією.
- Стратегії навчання — теорія когнітивного навчання наголошує на важливості використання ефективних стратегій навчання, таких як опрацювання, репетиція та організація, для покращення навчання та пам'яті.
- Конструктивізм — когнітивна теорія навчання включає в себе конструктивістську точку зору, яка передбачає, що учні активно створюють власні знання та розуміння світу.
- Перенесення — теорія когнітивного навчання розглядає, як знання та навички, набуті в одному контексті, можна перенести та застосувати до нових ситуацій.
- Метакогніція — теорія когнітивного навчання підкреслює важливість метакогніції, яка передбачає усвідомлення та регулювання власного мислення та процесів навчання.

Діти повинні мати можливість самостійно експериментувати та досліджувати. Педагоги, звісно, можуть їх направляти, даючи відповідні матеріали, але головне, щоб дитина щось зрозуміла, вона повинна сама це сконструювати, перевигадати. Щоразу, коли ми чогось навчаємо дітей, ми не даємо їм вигадати це самотужки. З іншого боку, те, що ми дозволяємо їм відкрити самим, залишиться з ними видимим. — Жан Піаже, 1972.

## Теоретичні основи теорії Піаже
Праці Піаже виникли в період, коли біхевіоризм домінував у галузі психології, наголошуючи на зовнішній поведінці та впливах середовища. Навпаки, теорія Піаже зробила революцію в цій дисципліні, висвітливши внутрішні процеси людського розуму. Він стверджував, що діти активно формують свої знання через взаємодію з навколишнім середовищем, запроваджуючи конструктивістську парадигму.
Новаторський внесок Піаже в психологію розвитку став результатом обширних спостережень та інтерв'ю з дітьми. Результатом його досліджень стали численні впливові публікації, зокрема «Походження інтелекту у дітей» (1952) і «Побудова реальності у дитини» (1954). Ці роботи зміцнили його репутацію як провідного психолога розвитку, пропонуючи нову точку зору на когнітивне зростання дітей і основні механізми.

### Біологічні передумови
Огляд 1976 року виділяє наступні 3 біологічні передумови для розуміння Теорії когнітивного розвитку Піаже:
1. Адаптація організму до навколишнього середовища під час його росту разом із взаємодіями та авторегуляціями, які характеризують розвиток «епігенетичної системи».
2. Адаптація інтелекту в ході побудови власних структур, що залежить як від прогресивних внутрішніх координацій, так і від інформації, отриманої через досвід.
3. Встановлення когнітивних або, загалом, епістемологічних зв'язків, які не складаються ні з простого копіювання зовнішніх об'єктів, ні з простого розгортання структур, попередньо сформованих у суб'єкті, а скоріше охоплюють набір структур, що поступово будуються безперервною взаємодією між суб'єктом і зовнішнім світом.

### Конструктивістська епістемологія

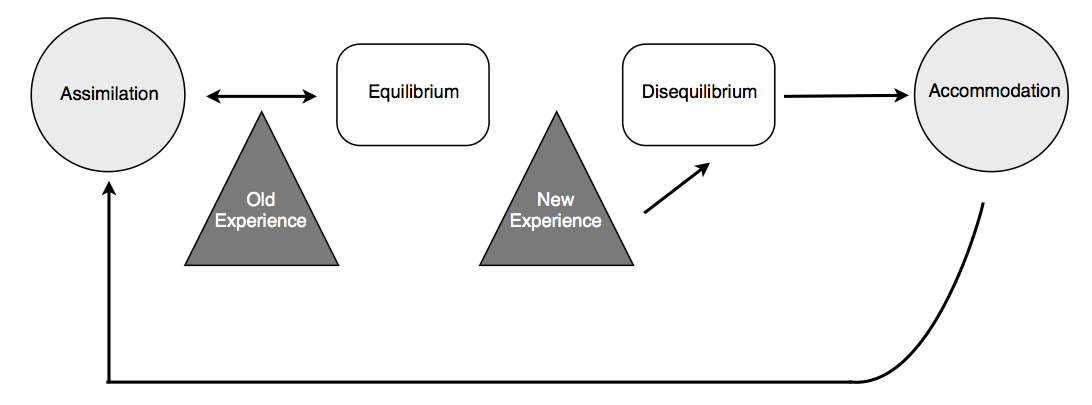
Блок-схема адаптації Піаже

В основі теорії Піаже лежить конструктивістська епістемологія — теорія про те, як люди здобувають знання. Піаже припустив, що люди є активними учнями, які будують своє розуміння світу через асиміляцію та адаптацію.
Асиміляція передбачає інтеграцію нової інформації в існуючі когнітивні структури, тоді як акомодація вимагає модифікації цих структур для розміщення нової інформації. Разом ці процеси сприяють когнітивному розвитку, підкреслюючи роль індивідуальної волі та досвіду у формуванні знань.

### Етапи когнітивного розвитку
Теорія когнітивного розвитку Піаже також відома своїм окресленням чотирьох окремих стадій, кожна з яких представляє унікальний набір когнітивних здібностей і віх. Ці стадії не є загальними та сталими, як показали подальші дослідження, і підпадають під вплив особливостей індивідуального розвитку — іноді дітям властиві ці характеристики раніше чи пізніше вказаних термінів.
1. Сенсомоторна стадія: ця початкова стадія, яка зазвичай охоплює від народження до приблизно двох років, характеризується розвитком сталості об'єктів — розуміння того, що об'єкти продовжують існувати, навіть якщо їх не спостерігають безпосередньо. Діти на цій стадії також демонструють кругові реакції, коли вони повторюють дії, які дають цікаві результати.[13]
2. Передопераційна стадія: стадія, яка триває приблизно від 2 до 7 років, характеризується появою егоцентризму, коли дітям важко враховувати точку зору інших. На цій стадії вони також стикаються з концепцією збереження, розуміючи, що певні властивості об'єктів залишаються незмінними, навіть коли їх зовнішній вигляд змінюється.[14]
3. Конкретна операційна стадія: конкретна операційна стадія, що охоплює вік від семи до одинадцяти років, означає значні зміни. Діти на цій стадії набувають здатності логічно мислити про конкретні ситуації та брати участь у завданнях, що включають оборотність і класифікацію.[15]
4. Формальний оперативний етап: останній етап, який охоплює вік приблизно від 11 років, вводить здатність до абстрактного мислення та гіпотетичних міркувань. Люди на цій стадії можуть справлятися зі складними завданнями вирішення проблем і розглядати майбутні можливості.[16]

## Застосування теорії в освіті
Теорія когнітивного навчання має значне значення для освіти. Ця теорія передбачає, що навчання є активним і конструктивним процесом, у якому учні активно взаємодіють з навколишнім середовищем для створення нових знань і розуміння. Педагоги можуть використовувати теорію когнітивного навчання для розробки ефективного навчального досвіду, який підтримує розвиток навичок мислення вищого рівня.
Одним з важливих наслідків теорії когнітивного навчання є те, що учні повинні бути активно залучені в процес навчання. Пасивні навчальні дії, такі як лекції чи завдання з читання, можуть бути не такими ефективними, як активні навчальні дії, такі як розв'язання проблем або навчання на основі запитів. У середовищі активного навчання учнів заохочують досліджувати, експериментувати та створювати нові знання за допомогою практичних занять, які мають для них особисте значення.
Іншим висновком теорії когнітивного навчання є важливість попередніх знань у процесі навчання. Учні будують нові знання на основі наявних знань, тому для викладачів важливо активізувати та розвивати попередні знання учнів під час планування навчального досвіду. Цього можна досягти за допомогою попереднього оцінювання, активації попередніх знань шляхом опитування чи мозкового штурму або надання можливості учням зв'язати нову інформацію з тим, що вони вже знають.
Теорія когнітивного навчання також підкреслює важливість метапізнання (метакогніція) в процесі навчання. Метапізнання означає здатність рефлективно розмірковувати над власним процесом мислення та навчання. Педагоги можуть сприяти розвитку метапізнання, навчаючи учнів ставити цілі, контролювати їхній прогрес і обмірковувати свій досвід навчання. Це може допомогти учням стати ефективнішими та результативнішими, а також самоспрямованішими та мотивованішими.
Нарешті, когнітивна теорія навчання підкреслює важливість зворотного зв'язку в процесі навчання. Зворотний зв'язок надає учням інформацію про точність і ефективність процесів мислення та навчання. Зворотний зв'язок може надаватися педагогами, однолітками або шляхом саморефлексії. Ефективний зворотний зв'язок є своєчасним, конкретним і дієвим, і може допомогти учням скорегувати своє мислення та стратегії навчання для досягнення цілей навчання.
Загалом, теорія когнітивного навчання забезпечує цінну основу для розробки ефективного досвіду навчання, який підтримує розвиток навичок мислення вищого рівня. Залучаючи учнів до активної навчальної діяльності, спираючись на їхні попередні знання, сприяючи метапізнанню та забезпечуючи ефективний зворотний зв'язок, викладачі можуть допомогти учням стати ефективнішими та ефективнішими учнями, які краще підготовлені для досягнення успіху в 21 столітті.

### Способи застосування
Способи застосування когнітивізму в освіті:
- Залучення учнів до групових або класних дискусій.
- Заохочення учнів визначати зв'язки між поняттями чи подіями та, особливо, з раніше вивченним матеріалом.
- Заохочення учнів до рефлексії та сапопізнання (метакогніції) власних процесів мислення та пізнання. Рефлексія та метапізнання передбачають заохочення студентів розмірковувати над власним процесом мислення та навчання. Цей підхід підкреслює важливість розвитку метакогнітивних навичок, таких як самооцінка та саморегуляція, щоб стати ефективнішими учнями.
- Досліджуюче навчання: передбачає надання учням практичних можливостей навчання на досвіді, які дозволяють їм досліджувати та відкривати для себе нові знання та навички. Такий підхід підкреслює важливість активної участі в навчальному процесі.
- Скаффолдинг (з англ. scaffold — каркас): передбачає надання учням підтримки та керівництва, коли вони вивчають нові навички чи концепції. Цю підтримку можна поступово прибрати, коли учень стає досвідченішим, дозволяючи йому брати на себе більше відповідальності за власне навчання.
- Адаптивне навчання: передбачає пристосування навчання до рівня розуміння та когнітивного розвитку учня. Цей підхід підкреслює важливість надання студентам складного, але не надто складного матеріалу для сприяння когнітивному розвитку.
- Когнітивний конфлікт: передбачає представлення учням ідей або концепцій, які кидають виклик їхнім існуючим переконанням чи припущенням. Цей підхід заохочує студентів протистояти та вирішувати когнітивні конфлікти, щоб побудувати нові знання та розуміння.

## Стадії розвитку інтелекту за Піаже
За теорією інтелекту Жана Піаже інтелект людини проходить у своєму розвитку кілька основних стадій. Від народження до 2 років триває  період сенсо-моторного інтелекту ; від 2 до 11 років — період підготовки та організації конкретних операцій, в якому виділені підперіоди доопераційних уявлень (від 2 до 7 років) і підперіоди конкретних операцій (від 7 до 11 років); з 11 років приблизно до 15 триває період формальних операцій .

### Період сенсо-моторного інтелекту (0— 2 року)
Від народження до двох років поступово розвивається організація перцептивних та рухових взаємодій із зовнішнім світом. Це розвиток йде від стадії обмеженості вродженими рефлексами до стадії зв'язної організації сенсо-моторних дій щодо безпосереднього оточення. На цьому етапі можливі лише безпосередні маніпуляції з речами, але не дії з символами, уявленнями у внутрішньому плані.
Період сенсо-моторного інтелекту поділяється на шість стадій.
1. Перша стадія (0 — 1 міс.) 
У цьому віці можливості дитини практично обмежені вродженими рефлексами.
2. Друга стадія (1 — 4 міс.) 
Під впливом досвіду рефлекси починають перетворюватися і координуватися між собою. З'являються перші прості навички (первинні циркулярні реакції). «Наприклад, коли дитина постійно смокче свій палець, уже не в результаті випадкового доторку до нього, а завдяки координації руки і рота, що можна назвати набутою акомодацією».
3. Третя стадія (4 — 8 міс.) 
Дії дитини набувають вираженішу спрямованість на предмети та події, що існують поза і незалежно від неї. Шляхом повторення закріплюються рухи, спочатку випадкові, що призводять до змін зовнішнього середовища, які цікаві дитині (вторинні циркулярні реакції). З'являється «рухове впізнавання» знайомих предметів, яке виражається в тому, що «дитина, зіткнувшись з предметами або сценами, які зазвичай активізують її вторинні циркулярні реакції, обмежується тим, що дає лише контур звичайних рухів, але реально їх не виконує».
4. Четверта стадія (8 — 12 міс.) 
Виникає здатність координації вторинних циркулярних реакцій, їх об'єднання в нові утворення, в яких одна дія (наприклад, усунення перешкоди) служить засобом, що дає можливість здійснити іншу — цільову — дію, що означає й появу безперечно навмисних дій.
5. П'ята стадія (12 — 18 міс.) 
Дитина вже не лише користується відомими їй діями як засобами досягнення цілей, але і здатна шукати та знаходити нові, варіюючи вже відомі їй дії та констатуючи відмінність результату; Піаже називає це «відкриттям нових засобів досягнення мети шляхом активного експериментування». Тобто тут виникають не лише нові координації відомих дитині дій-засобів та дій-цілей, але і нові дії-засоби.
6. Шоста стадія (після 18 міс.) 
На відміну від попередньої стадії, тут дитина вже здатна відкривати нові дії-засоби не шляхом експериментування, а шляхом внутрішніх, розумових координацій, — внутрішнім експериментуванням.

### Період підготовки та організації конкретних операцій (2— 11 років)

#### Підперіоди доопераційних уявлень (2— 7 років)
Тут відбувається перехід від сенсо-моторних функцій до внутрішніх — символічних, тобто до дій з уявленнями, а не із зовнішніми об'єктами. Символічна функція — «здатність відрізняти позначення від позначуваного та внаслідок цього можливість використовувати перше для того, щоб згадати друге або вказати на нього». У ранньому дитинстві дитина хоча й може сприймати сенсорний сигнал як знак події, що слідує за ним, але не здатна відтворити у внутрішньому плані знак актуальної події, яку не сприймає наразі.
Поняття, що їх називають передпоняття, на цій стадії образні та конкретні, вони не відносяться ні до індивідуальних об'єктів, ні до класів речей, і зв'язуються один з одним за допомогою  трансдуктивного  судження.
Егоцентризм дитини виражається в нездатності поглянути на свою точку зору з боку, як на одну з можливих. Дитина не здатна зробити процес свого мислення об'єктом свого мислення, думати про свої думки. Вона не прагне обґрунтовувати свої міркування або шукати в них протиріччя.
Для дітей у цьому віці характерна центрація (зосередження) на одній, найпомітнішій особливості предмета, і нехтування в міркуванні рештою його ознак.
Дитина зазвичай зосереджує увагу на станах речі і не звертає увагу на перетворення, які переводять річ з одного стану в інший.

#### Підперіоди конкретних операцій (7— 11 років)
Ще на стадії доопераційних уявлень дитина набуває здатність здійснювати деякі дії з уявленнями. Але лише в період конкретних операцій ці дії починають об'єднуватися, координуватися одна з одною, утворюючи системи інтегрованих дій (на відміну від асоціативних зв'язок). Такі дії називаються операціями . Операції — «дії, інтеріоризовані та організовані в структури цілого»; операцією називається "будь-який акт уявлення, що є складовою частиною організованої мережі співвіднесених один з одним актів. Будь-яка операція, що відбувається (актуалізується), є елементом цілісної системи можливих (потенційних) в даній ситуації операцій.
У дитини з'являються особливі пізнавальні структури, так звані групування. Групування — форма рухомої рівноваги операцій, «система обмінів та трансформацій, що врівноважуються й нескінченно компенсують один одного». Одне з найпростіших груповань — групування класифікації , або ієрархічного включення класів. Завдяки цій та іншим групованням дитина набуває здатність здійснювати операції з класами та встановлювати логічні відносини між класами, об'єднуючи їх в ієрархії, тоді як раніше її можливості були обмежені трансдукцією та встановленням асоціативних зв'язків.
Обмеженість цієї стадії полягає в тому, що операції можуть відбуватися лише з конкретними об'єктами, але не з висловлюваннями. Починаючи з 7 — 8 років «можна спостерігати утворення систем логічних операцій над самими об'єктами, їхніми класами та відносинами, що не стосуються поки висловлювань як таких та утворюються лише з приводу реального чи уявного маніпулювання з цими об'єктами». Операції логічно структурують чинені зовнішні дії, але аналогічним чином структурувати словесне міркування вони ще не спроможні.

### Період формальних операцій (11— 15 років)
Основна здатність, що з'являється на стадії формальних операцій — здатність мати справу з  можливим , з гіпотетичним, а зовнішню дійсність сприймати як окремий випадок того, що можливо могло б бути. Реальність та власні переконання дитини перестають необхідним чином визначати хід міркування. Дитина тепер дивиться на певне завдання не лише з погляду безпосередньо цього в ньому, але насамперед задається питанням про всі можливі відносини, в які можуть бути включені елементи безпосередньо даного.
Пізнання стає гіпотетико-дедуктивним. Дитина тепер може мислити гіпотезами (за своєю суттю це описи різних можливостей), які можуть бути перевірені для того, щоб вибрати з них ту, що відповідає дійсному стану справ.
Дитина набуває здатності мислити реченнями та встановлювати формальні відносини між ними (включення, кон'юнкція, диз'юнкція (логіка) тощо). На стадії конкретних операцій такі відносини могли встановлюватися лише в межах одного речення, тобто між окремими об'єктами або подіями, що якраз і є прикладом конкретних операцій. Тепер логічні відносини встановлюються вже між реченнями, тобто між результатами конкретних операцій. Тому Піаже називає ці операції операціями другого ступеня , або  формальними операціями , тоді як операції усередині речення — конкретними операціями.
Дитина на цій стадії також здатна систематично виділити всі змінні, істотні для розв'язання задач, і систематично перебрати всі можливі  комбінації  цих змінних.
Класичний експеримент демонструє здібності, які з'являються у дитини на стадії формальних операцій. Дитині дають пляшечку з рідиною та показують, як додавання декількох крапель цієї рідини в склянку з іншою невідомою дитині рідиною змушує її забарвитися в жовтий колір. Після цього дитина отримує чотири колби з різними, але безбарвними та нерозрізнюваними за запахом рідинами, і її просять відтворити жовтий колір, користуючись цими чотирма колбами на свій розсуд. Цей результат досягається з'єднанням рідин з колб 1 і 3; прийти до цього рішення можна, послідовно перебравши спочатку одну за одною всі рідини з чотирьох колб, а потім всі можливі парні поєднання рідин. Експеримент показав, що такий систематичний перебір парних комбінацій доступний лише для дитини, що перебуває на стадії формальних операцій. Молодші діти обмежуються кількома поєднаннями рідин, що не вичерпують всіх можливих комбінацій.

## Дослідження періоду формальних операцій після Піаже
Пізніші дослідження стадії формальних операцій доповнюють та уточнюють результати Жана Піаже.
Так було виявлено елементи формально-операціонального мислення у інтелектуально обдарованих дітей молодшого віку. І навпаки, деякі підлітки та дорослі не досягають справжнього формально-операціонального мислення через обмежені здібності або особливості культури. Так, в одному з досліджень з вирішення вербальних завдань, що вимагають логічного міркування, було виявлено  лінійне  зростання числа школярів, що вирішували завдання за критеріями стадії формальних операцій, від 4-го до 12-го класу (приблизно від 10 — 15 % до 80 % відповідно).
Перехід до формальних операцій не зовсім різкий та універсальний, але специфічніший відносно галузей знання, у яких підліток є особливо компетентним.
Вік, в якому дитина досягає стадії формальних операцій, залежить від того, до якого соціального прошарку вона належить.
Навіть підлітки та дорослі з високим інтелектом не завжди вирішують завдання на доступному їм рівні формально-операційного мислення. Це може відбуватися у тому разі, якщо завдання здається людині занадто далеким від реальності, якщо людина стомлена, нудьгує, надмірно емоційно збуджена, фрустрована.

## Критика
Хоча в цілому теорія Піаже справила значний вплив на сучасну освіту, вона не позбавлена частки критики та суперечок. Дехто стверджував, що його стадії не є універсальними та можуть не враховувати належним чином індивідуальні відмінності. Інші стверджували, що його модель недооцінює когнітивні здібності маленьких дітей і переоцінює здібності підлітків.
Деякі емпіричні висновки також поставили під сумнів аспекти роботи Піаже щодо його класифікації етапів розвитку дітей, особливо в таких сферах, як постійність об'єктів і розуміння дітьми абстрактних понять — деякі дослідження показали, що дітям властиві дії та реакції (такі як розуміння чужих намірів чи розуміння чисел) раніше термінів етапів розвитку, вказаних Піаже. Тим не менш, ця критика підштовхнула цінні дискусії в психології розвитку та сприяла перегляду та адаптації роботи Піаже. Так утворились Неопіажетівські теорій, які припускають, що механізми обробки інформації та індивідуальні відмінності є ключовими факторами розвитку.